# Gustave Le Bon

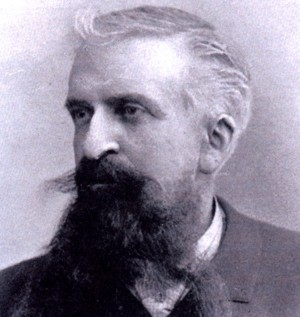
Gustave Le Bon im Fin de siècle

Gustave Le Bon (* 7. Mai 1841 in Nogent-le-Rotrou; † 13. Dezember 1931 in Paris) war ein französischer Mediziner, Anthropologe, Psychologe, Soziologe und Erfinder. Er gilt als einer der Begründer der Massenpsychologie, eines Teilgebiets der Sozialpsychologie. Sein bekanntestes Werk ist das 1895 veröffentlichte Buch Psychologie der Massen. Le Bons Wirkung auf die Nachwelt, wissenschaftlich auf Sigmund Freud und Max Weber, politisch insbesondere auf den Nationalsozialismus und seine Protagonisten, war groß.

## Leben
Charles-Marie Gustave Le Bon wurde am 7. Mai 1841 in Nogent-le-Rotrou, Centre-Val de Loire, geboren. Die Familie war bretonischer Herkunft, sein Vater war Provinzfunktionär der französischen Regierung.
Le Bon erlebte 1848 die Krisenzeiten der Februarrevolution und der Kommune von 1871, beide Ereignisse hatten auf sein Werk offenbar eine zentrale Wirkung. Nach einem Medizinstudium wurde er 1870 Militärarzt und betrieb ab 1881 auf verschiedenen Reisen unter anderem nach Nordafrika und Indien völkerkundliche Studien, in deren Verlauf er zwischen 1881 und 1891 mehrere einschlägige Werke veröffentlichte, in denen er sich mit Anthropologie, Archäologie und Ethnologie beschäftigte und Untersuchungen über Materie und Energie anstellte, wozu er eigens Aufzeichnungsgeräte entwickelte. Es folgten zwischen 1894 und 1903 weitere Studien über Völker, Gruppen und Massen, darunter sein Hauptwerk Psychologie der Massen, das ihn zu einem einflussreichen Soziologen seiner Zeit machte. Im Alter begann Le Bon sich intensiv mit dem Katalogisieren der Menschheit zu befassen, indem er für Rassen (die er etwas unklar nicht streng biologisch verstand, sondern als kulturell ererbte Komplexe), Geschlechter, Intelligenz und politische Strömungen Hierarchien aufstellte.

### Jugend und Studium
Im Jahre 1860 begann er ein Medizinstudium an der Universität Paris. Er absolvierte sein praktisches Jahr im Hôtel-Dieu de Paris und promovierte 1866. Von da an bezeichnete er sich selbst als Arzt, obwohl er nicht als praktischer Arzt tätig war. Während seiner Studienzeit schrieb Le Bon Artikel über eine Reihe von medizinischen Themen. Sein erstes Buch De la mort apparente et des inhumations prématurées (1866) befasste sich mit der Definition des Todes und nahm die juristischen Debatten des 20. Jahrhunderts darüber vorweg.

### Leben in Paris
Nach Ausbruch des Deutsch-Französischen Krieges 1870 meldete er sich zur französischen Armee, wo er als Lazarettarzt tätig war. Während des Krieges organisierte Le Bon eine Abteilung von Militärambulanzen. In dieser Eigenschaft beobachtete er das Verhalten der Soldaten unter den Bedingungen der totalen Niederlage und schrieb über seine Überlegungen zu militärischer Disziplin, Führung und dem Verhalten des Menschen im Zustand von Stress und Leid. Nach dem Krieg wurde Le Bon zum Ritter der Ehrenlegion ernannt. Er war auch Zeuge der Pariser Kommune von 1871, die sein Weltbild stark beeinflusste. Der damals 30-jährige Le Bon erlebte, wie Pariser Revolutionäre den Palais des Tuileries, die Bibliothek des Louvre, das Hôtel de Ville, die Gobelins-Manufaktur, den Justizpalast und andere Gebäude und unersetzliche Kunstwerke niederbrannten.

### Reisen
In den 1870er Jahren begann sich Le Bon für Anthropologie zu interessieren und bereiste Europa, Asien und Nordafrika. Beeinflusst von Charles Darwin, Herbert Spencer und Ernst Haeckel unterstützte Le Bon den biologischen Determinismus und eine hierarchische Sicht auf Rassen und Geschlechter.
1884 reiste er im Auftrag der französischen Regierung durch Asien, um über die dortigen Zivilisationen zu berichten. Die Reisen schlugen sich in einer Reihe von Büchern nieder. Das erste Buch mit dem Titel La Civilisation des Arabes erschien 1884. Hierin lobte Le Bon die Araber für ihren Beitrag zur Zivilisation, kritisierte aber den Islam als Ursache von Stagnation. Anschließend bereiste er als erster Franzose Nepal und veröffentlichte 1886 darüber das Buch Voyage au Népal.
Als Nächstes veröffentlichte er Les Civilisations de l’Inde (1887), eine Schrift, in der er indische Architektur, Kunst und Religion lobte, aber argumentierte, dass die Inder den Europäern in Bezug auf den wissenschaftlichen Fortschritt vergleichsweise unterlegen seien, was die britische Herrschaft erleichtert habe.
1889 veröffentlichte er Les Premières Civilisations de l’Orient und gab darin einen Überblick über die mesopotamischen, indischen, chinesischen und ägyptischen Zivilisationen. Im selben Jahr hielt er vor dem Internationalen Kolonialkongress eine Rede, in der er die Versuche der kulturellen Assimilierung durch die Kolonialpolitik kritisierte: „Überlassen Sie den Einheimischen ihre Bräuche, ihre Institutionen und ihre Gesetze.“ Le Bon veröffentlichte 1893 das letzte Buch zum Thema seiner Reisen mit dem Titel Les Monuments de l’Inde, in dem er erneut seine Bewunderung für die architektonischen Leistungen der Inder zum Ausdruck brachte.

## Werkverzeichnis in deutscher Übersetzung

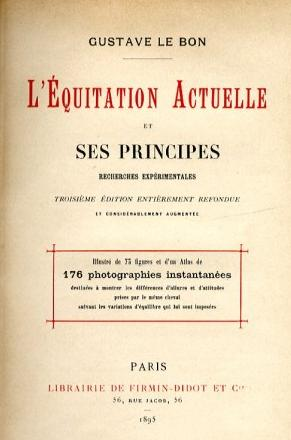
Zum Werk Le Bons zählen auch zahlreiche naturwissenschaftliche Arbeiten.

- Der regionale Naturpark Brenne. 1860.
- Neue Methode zur vereinfachten chemischen Bodenanalyse. 1862.
- Scheintod und vorzeitiges Begräbnis. 1866.
- Cholera. 1867.
- Praktische Behandlung von Erkrankungen der Harnorgane. 1869.
- Praktische Hygiene für Soldaten und Verwundete. 1870.
- Physiologie der Entstehung des Menschen und der Primaten. 1870.
- Histologische und anatomische Erkenntnisse durch Lichtprojektionen. 1872.
- Das Leben. Abhandlung über die menschliche Physiologie. 1874.
- Der Koordinatenkompass (neues Kephalometer). 1878.
- Die atmosphärische Uhr. 1878.
- Anatomische Forschung zu den Gesetzen der Variation des Schädelvolumens. 1879.
- Ein neues Chronoskop für die Diagnose. 1879.
- Der Tabakrauch. 1880.
- Der Mensch und die Gesellschaften. 1881.
- Reise in die Tatra. 1881.
- Die Feuerländer. 1883.
- Die Kultur der Araber. 1884.[A 1]
- Reise nach Nepal. 1886.
- Die Kultur der Inder. 1887.[A 2]
- Anfänge der Photographie. 1888.
- Die Rolle der Juden in der Zivilisation. 1888.
- Die frühen Kulturen des Orients. 1889.
- Die Kunstdenkmäler Indiens. 1891.
- Die aktuelle Reitkunst und ihre Prinzipien. 1892.
- Die psychologischen Grundgesetze der Völkerentwicklung. 1894.[A 3]
- Psychologie der Massen. Paris 1895.[A 4][A 5]
- Psychologie des Sozialismus. 1898.[A 6]
- Psychologie der Erziehung. 1902.
- Entwicklung der Materie. 1905.
- Entwicklung der Kräfte. 1907.
- Entstehen und Vergehen von Materie. 1907.
- Psychologie der Politik. 1910.
- Meinung und Überzeugung. 1911.
- Die Französische Revolution und die Psychologie der Revolutionen. 1912.
- Aphorismen der Gegenwart. 1913.
- Das Leben von Wahrheiten. 1914.
- Psychologische Lehren des europäischen Krieges. 1915.
- Erste Folgen des ersten Weltkriegs. 1917.
- Gestern und Morgen. Kurzgedanken. 1918.
- Psychologie der neuen Zeit. 1920.
- Die Welt aus dem Gleichgewicht. 1923.
- Die Unsicherheiten der Gegenwart. 1924.
- Die gegenwärtige Entwicklung der Welt: Täuschungen und Tatsachen. 1927.[A 7]
- Wissenschaftliche Grundlagen einer Geschichtsphilosophie. 1931.

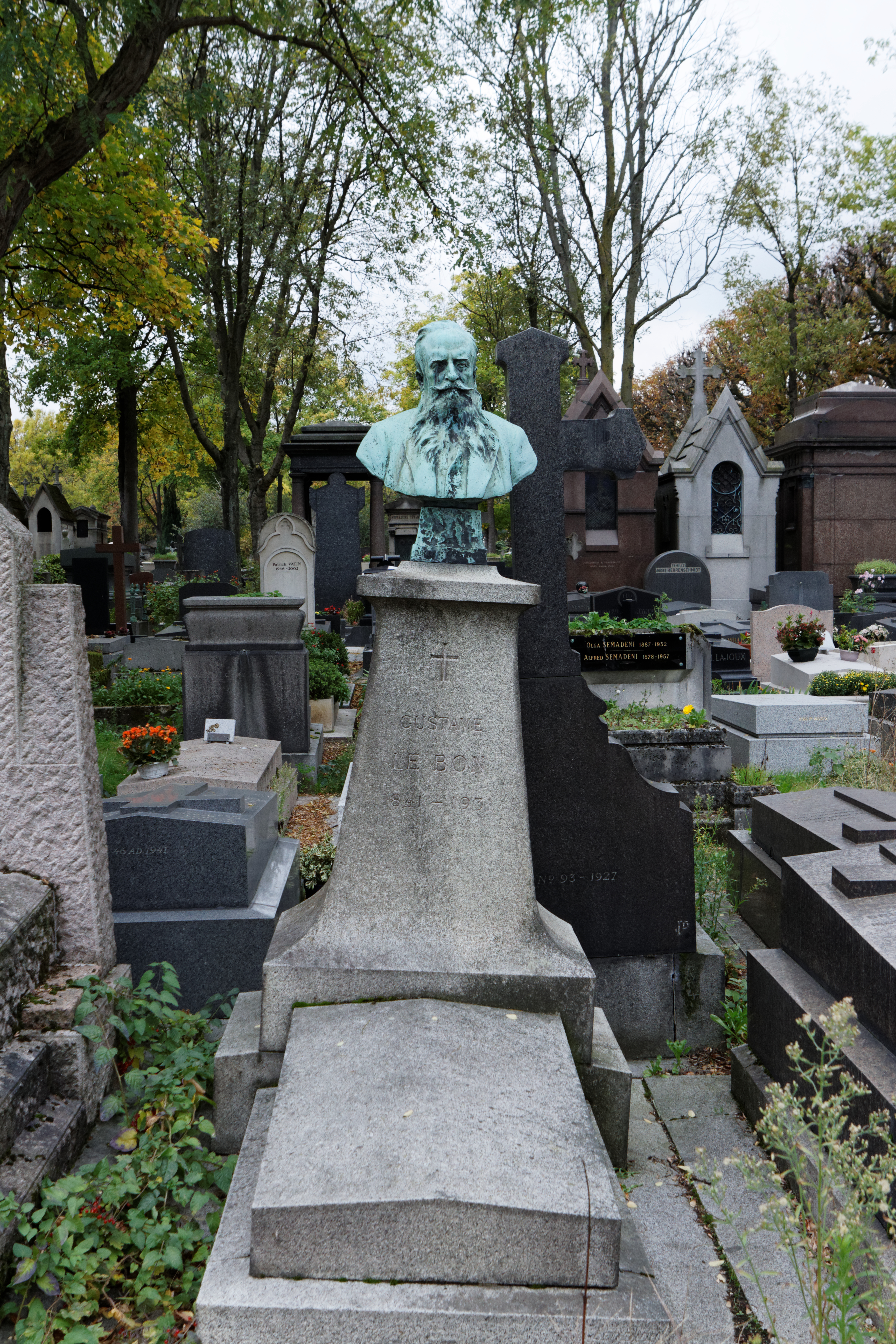
Grabmal Le Bons auf dem Pariser Friedhof Père-Lachaise